# Liste von Salomon-Inseln

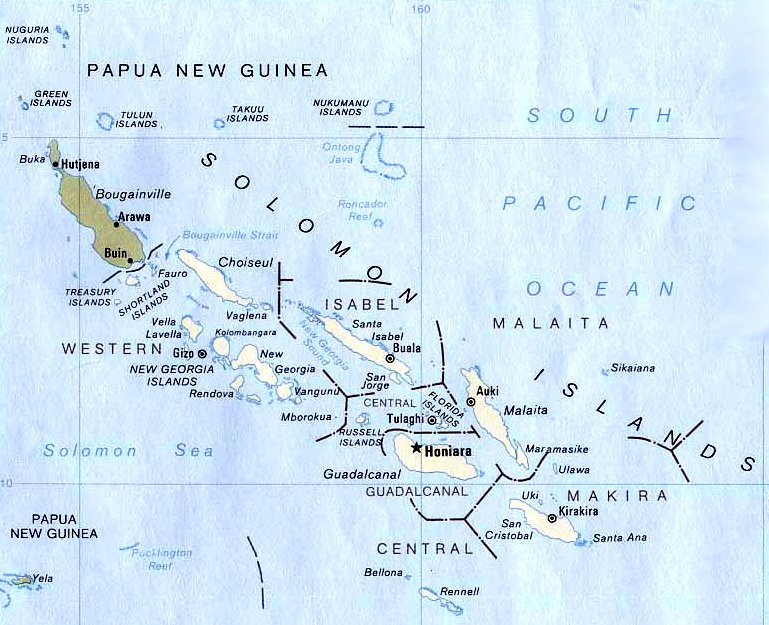
Salomon-Inseln (Nord- und Südgruppe farblich unterschieden)

In dieser Liste sind einige der über 1000 Inseln, Inselgruppen und Atolle der pazifischen Salomon-Inseln aufgeführt.
Es wird grundsätzlich unterschieden zwischen den nördlichen Salomon-Inseln, die zum Staat Papua-Neuguinea gehören, und den südlichen Salomon-Inseln, die mit anderen Inseln den unabhängigen Inselstaat Salomonen bilden.

## Nördliche Salomon-Inseln (Papua-Neuguinea)
- Bougainville
- Buka

## Südliche Salomon-Inseln (Salomonen)
Die südlichen Inseln sind (hier von Nord nach Süd) nach den neun Provinzen des Inselstaats Salomonen gliedert.

### Choiseul-Provinz
- Choiseul
- Rob Roy
- Taro Island
- Vaghena

### Western-Provinz
- Shortland-Inseln
  - Magusaiai
  - Alu (Shortland)
  - Pirumeri
  - Fauro
  - Masamasa
  - Ovau
- Treasury-Inseln
  - Mono
  - Stirling
- New-Georgia-Archipel
  - Vella Lavella
  - Mbava
  - Ranongga (Ghanongga)
  - Simbo
  - Ghizo
  - Kasolo (Kennedy-Island)
  - Kolombangara (Kilimbangara)
  - Vonavona
  - Kohinggo
  - New Georgia
  - Tetepare
  - Akara
  - Rendova
  - Vangunu
  - Penjuku
  - Nggatokae
  - Mborokua

### Isabel-Provinz
- Santa Isabel
- San Jorge

### Zentral-Provinz
- Russell-Inseln
- Nggela (Florida-Inseln)
  - Nggela Sule (Florida Island)
  - Tulagi (Tulaghi)
  - Gavutu
  - Tanambogo

### Guadalcanal-Provinz
- Guadalcanal
- Marapa
- Nughu
- Rua Sura
- Tavanipupu

### Malaita-Provinz
- Greenwich Islands
- Malaita
- Maramasike (South Malaita, Small Malaita)
- Sikaiana
  - Mutuavi
  - Faore
  - Sikaiana
- Ontong Java (Ongtong Java Atoll, Lord Howe Atoll)
- Roncador Reef

### Makira-Ulawa-Provinz
- Makira (San Cristobal)
- Olu-Malau-Inseln (Three Sisters)
  - Ali'ite
  - Malaulo
  - Malaupaina
- Ulawa
- Uki Ni Masi (Ugi Island)
- Pio Island (Bio Island)
- Owaraha (Santa Ana)
- Owariki (Santa Catalina)

### Rennell und Bellona-Provinz
- Rennell
- Bellona

### Temotu-Provinz
- Santa-Cruz-Inseln
  - Nendo (Ndeni, Nitendi, Ndende, Santa Cruz)
    - Temotu Neo
    - Temotu Noi

  - Utupua
  - Vanikoro (Vanikolo)
    - Banie
    - Teuai

  - Tinakula
- Reef Islands
- Duff-Inseln (Pileni Taumako)
  - Taumako Islands
    - Taumako
    - Tahua
    - Tohua

  - Bass Islands
    - Lua
    - Ka
    - Loreva

  - Treasurer’s Islands
    - Tuleki (Anula)
    - Elingi (Obelisk Island)
    - Te Aku (Te Ako)
    - Lakao
    - Ulaka
- Tikopia
- Anuta (Anua)
- Fatutaka